# Alchemilla sect. Plicatae
Alchemilla sect. Plicatae ist eine der 13 europäischen Sektionen der Gattung Frauenmantel (Alchemilla). Die meisten Arten wurden früher in den Artengruppen Alchemilla vulgaris agg. und Alchemilla hybrida agg. geführt.
Diese Sektion besteht aus Hybriden zwischen den Sektionen Ultravulgares, Alpinae und Pentaphylleae. Ihre Merkmale setzen sich aus den Merkmalen der Elternsektionen zusammen.

## Merkmale
Die Vertreter der Sektion Plicatae sind meiste kleine bis mittelgroße Stauden, die dicht seidig, wollig oder samtig behaart sind. Arten, die stark von der Sektion Ultravulgares beeinflusst sind, sind recht groß. Die Hauptachse hat meist einen Durchmesser von unter sieben Millimeter und wird meist nicht älter als fünf Jahre. Die ersten Stängel in der Sommerblühfolge sind regelmäßig zu monopodialen Erneuerungssprossen umgewandelt.
Das Primärblatt ist häufig fünflappig und tief geteilt. Die Spreiten der Grundblätter sind meist tief gestielt und tragen wenige und grobe Zähne. Der Blattstiel hat meist einen Durchmesser von rund einem Millimeter. An der Oberseite trägt er eine Rinne, die Leitbündel sind kollateral. Die Nebenblätter sind recht langlebig, an einer Rosette gibt es bis zu sechs Blätter mit frischen Nebenblättern. Die Öhrchen der Nebenblätter sind frei und haben einen Abstand von einem Millimeter voneinander. Die Nebenblätter haben eine grüne Spitze und ein bis sieben Zähne, der Endzahn ist meist wesentlich größer. Der Tuteneinschnitt kann recht tief sein und beträgt höchstens 10 Millimeter oder 30 % der Gesamtlänge.
Die Stängel sind aufsteigend bis aufrecht und meist bis 20 Zentimeter lang. Bei einigen Arten kann er 60 Zentimeter erreichen. Ein Stängel ist vier- bis zehn-gliedrig. Er ist auf der ganzen Länge behaart, nur sehr selten ist er kahl. Am untersten Stängelblatt stehen die Nebenblätter meist seitlich und sind oft spreizend oder sichelig. Am obersten Stängelblatt trägt ein Nebenblatt drei bis sieben (selten zwei bis zehn) Zähne, die zwei- bis dreimal so lang wie breit sind.
Der Blütenstand besteht aus kugeligen Monochasien-Wirteln und erinnert an die Eltern-Sektion Alpinae. Bei etlichen Arten besteht er aus nur wenigen Blüten. Die einzelnen Monochasien sind häufig scheindoldig. Die Blüten sind gelbgrün bis grün, die Endblüte ist öfters fünfzählig. Im Fruchtzustand nicken die Blüten häufig. Der Kelchbecher ist behaart, kugelig bis birnförmig und oben leicht eingeschnitten. Die Kelchblätter sind etwa so lang wie der Kelchbecher, behaart und 0,8 bis zweimal so lang wie breit. Die Außenkelchblätter sind kürzer als die Kelchblätter, mittelgroß bis sehr klein, oder sogar fehlend. Die Staubfäden sind maximal 0,2 Millimeter breit und höchstens an direkt an der Basis etwas verbreitert. Der Diskus ist kreisrund und hat einen breiten Wulst. Das Vorhandensein von zwei anstelle des üblichen einen Fruchtblatts ist nicht selten. Die Narbe ist eine Halbkugel oder kopfförmig, selten hakig. Die Nüsschen sind kugelig, unbehaart, in den meisten Fällen kurz geschnabelt, und ragen kaum aus dem Kelchbecher heraus.
Im Lebensrhythmus ähneln die Arten der Sektion Ultravulgares.

## Verbreitung
Die Arten der Sektion Plicatae kommen vorwiegend in den Gebirgen Europas vor, mit Ausnahme des Südens und der Trockengebiete. Darüber hinaus in Vorderasien, in Sibirien bis Mittelasien, in der Mongolei und in Japan. Im Norden reicht das Areal bis Nordskandinavien, Nordrussland, die Färöer- und die Shetland-Inseln, Island, Grönland, Labrador und Neufundland.
Die Pflanzen wachsen meist auf flachgründigen, steinigen oder felsigen Böden und in alpinen Matten. Sie kommen auch in Wiesen vor. Einige wenige Arten sind hygrophil und wachsen in Quellfluren und Schneeböden.

## Systematik
Die Zuordnung der Arten zur Sektion folgt Fröhner (1995), wobei Änderungen der Sektionszuordnung und neue Arten aus Fischer (2008) übernommen wurden:
- Graublatt-Frauenmantel (Alchemilla canifolia)
- Geröteter Frauenmantel (Alchemilla colorata)
- Kleiner Frauenmantel (Alchemilla exigua)
- Fadenstängel-Frauenmantel (Alchemilla filicaulis)
- Bastard-Frauenmantel oder Graugrüner Frauenmantel (Alchemilla glaucescens)
- Bergwiesen-Frauenmantel (Alchemilla monticola)
- Venetianischer Frauenmantel (Alchemilla niphogeton)
- Gefalteter Frauenmantel (Alchemilla plicata)
- Verwandter Frauenmantel (Alchemilla propinqua)
- Schmidelys Frauenmantel (Alchemilla schmidelyana)
- Gestriegelter Frauenmantel (Alchemilla strigosula)
- Kugeliger Frauenmantel (Alchemilla subglobosa)

## Belege
Soweit nicht unter Einzelnachweisen angegeben, basiert der Artikel auf folgenden Unterlagen:
- Sigurd Fröhner: Alchemilla. In: Hans. J. Conert u. a. (Hrsg.): Gustav Hegi. Illustrierte Flora von Mitteleuropa. Band 4 Teil 2B: Spermatophyta: Angiospermae: Dicotyledones 2 (3). Rosaceae 2. Blackwell 1995, S. 58. ISBN 3-8263-2533-8